# Jacques Nguea
Jacques Nguea Enongué (8 de novembro de 1955 – Iaundé, 31 de maio de 2022) foi um futebolista camaronês. Ele competiu na Copa do Mundo FIFA de 1982, sediada na Espanha, na qual a seleção de seu país terminou na 17ª colocação dentre os 24 participantes.

## Morte
N'Guea morreu em Iaundé em 31 de maio de 2022, aos 66 anos, após uma longa doença.